# Anhée
Anhée (in vallone Anhêye) è un comune belga di 6 958 abitanti situato nella provincia vallona di Namur.